# Chalcopteryx radians
Chalcopteryx radians là loài chuồn chuồn trong họ Polythoridae. Loài này được Ris mô tả khoa học đầu tiên năm 1914.